# Kościół św. Jana Chrzciciela w Kazimierzu
Kościół św. Jana Chrzciciela – katolicka świątynia parafialna położona w Kazimierzu.
Kościół zbudowany według projektu Józefa Dziekońskiego w stylu neogotyckim w latach 1902-1910. Przeniesiono do niego barokowe wyposażenie dawnego, drewnianego kościoła (1632-1909). Podczas I wojny światowej w listopadzie 1914 zniszczony przez artylerię niemiecką, odbudowany w latach 1916–1918,1924. Podczas odbudowy wmurowano w zachodnią ścianę kościoła pociski z ostrzału który doprowadził do jego zniszczenia. W 1930 r. konsekrowany przez sufragana warszawskiego bpa Antoniego Szlagowskiego w obecności ordynariusza łódzkiego bpa Wincentego Tymienieckiego.